# NGC 5680
NGC 5680 is een elliptisch sterrenstelsel in het sterrenbeeld Maagd. Het hemelobject werd op 12 april 1864 ontdekt door de Duitse astronoom Albert Marth.

## Synoniemen
- ZWG 19.68
- PGC 52173